# Флорентьєв Леонід Якович
Леонід Якович Флорентьєв (24 грудня 1911, місто Нижній Новгород, тепер Клепіковського району Рязанської області, Російська Федерація — 8 лютого 2003, місто Москва) — радянський державний діяч, міністр сільського господарства Російської РФСР, 1-й секретар Костромського обласного комітету КПРС, голова Ульяновського облвиконкому. Кандидат у члени ЦК КПРС у 1956—1966 роках. Член ЦК КПРС у 1966—1986 роках. Депутат Верховної ради РРФСР. Депутат Верховної Ради СРСР 5—10-го скликань. Доцент (1939), доктор економічних наук (1973).

## Життєпис
Народився в родині робітника.
У 1931 році закінчив агрономічний факультет Горьковського сільськогосподарського інституту.
У 1931—1939 роках — агроном машинно-тракторної станції (МТС) Семеновського району Нижньогородського краю, викладач сільськогосподарського технікуму, завідувач кафедри Горьковської вищої сільськогосподарської комуністичної школи, завідувач кафедри Марійської вищої сільськогосподарської комуністичної школи.
Член ВКП(б) з 1939 року.
У 1939—1943 роках — заступник народного комісара, народний комісар землеробства Марійської АРСР.
У 1943—1944 роках — секретар Марійського обласного комітету ВКП(б).
У 1944—1946 роках — начальник Куйбишевського обласного земельного відділу та 1-й заступник голови виконавчого комітету Куйбишевської обласної ради депутатів трудящих.
У 1946 — серпні 1947 року — заступник голови виконавчого комітету Ульяновської обласної ради депутатів трудящих.
У серпні 1947 — 5 січня 1949 року — голова виконавчого комітету Ульяновської обласної ради депутатів трудящих.
У 1948—1949 роках — заступник начальника Головного управління полезахисного лісорозведення при Раді міністрів СРСР.
У 1949—1954 роках — старший науковий співробітник і керівник відділу економіки Всесоюзного науково-дослідного інституту (ВНДІ) добрив, агротехніки і агроґрунтознавства.
У 1954—1955 роках — начальник Алтайського крайового управління сільського господарства та заступник, 1-й заступник голови виконавчого комітету Алтайської крайової ради депутатів трудящих.
У 1955 — 16 січня 1956 року — 2-й секретар Алтайського крайового комітету КПРС.
У січні 1956 — січні 1963 року — 1-й секретар Костромського обласного комітету КПРС. У січні 1963 — грудні 1964 року — 1-й секретар Костромського сільського обласного комітету КПРС. У грудні 1964 — 13 грудня 1965 року — 1-й секретар Костромського обласного комітету КПРС.
19 листопада 1965 — 28 січня 1983 року — міністр сільського господарства Російської РФСР.
З січня 1983 року — персональний пенсіонер союзного значення в Москві. Був членом Спілки письменників Росії. Брав участь в діяльності костромського земляцтва в Москві.
Помер 8 лютого 2003 року. Похований в Москві на Кунцевському цвинтарі.

## Нагороди
- три ордени Леніна
- орден Жовтневої Революції
- два ордени Трудового Червоного Прапора (1963,)
- орден Дружби народів
- орден «Знак Пошани»
- медаль «За трудову доблесть»
- медаль «За доблесну працю. В ознаменування 100-річчя з дня народження Володимира Ілліча Леніна»
- медаль «За доблесну працю у Великій Вітчизняній війні 1941—1945 рр.»
- медаль «Ветеран праці»
- медаль «За освоєння цілинних земель»
- медаль преподобного Сергія Радонезького (Російська Православна Церква) (2001).
- медалі
- Почесний громадянин Костромської області (1999)